# 中村昭典
中村 昭典（なかむら あきのり、1961年 - ）は、日本の経営学者、編集者。愛知県出身。
『とらば～ゆ』エリア版編集長、『リクルートブック』エリア版編集長。
愛知産業大学経営学部准教授、キャリアセンター長、名古屋大学大学院工学研究科准教授、コミュニケーションデザイン室長などを経て、名古屋経済大学経営学部教授、副学長。専門はパブリック・リレーションズ、インターナル・コミュニケーションならびに雇用、人材育成、キャリアデザイン。

## 略歴
- 1984年 - 名古屋大学法学部法律学科卒業
- 1984年 - 株式会社リクルート、採用ソリューションのクリエイティブディレクター、『とらば～ゆ』エリア版編集長、『リクルートブック』エリア版編集長など
- 2011年 - 愛知産業大学経営学部准教授、キャリアセンター長
- 2013年 - 名古屋経済大学准教授、キャリアセンター長
- 2014年 - 名古屋市立大学大学院経済学研究科経営学専攻修了
- 2014年 - 名古屋大学大学院工学研究科准教授、コミュニケーションデザイン室長
- 2016年 - University of British Columbia, Institute of Asian Research, Visiting Professor
- 2016年 - 名古屋経済大学経営学部教授、副学長

## 著書

### 単著
- 『伝える達人 - 企画が通らない、提案が認められない、営業が進まない...思いが伝わらないジレンマからあなたを救う20のセオリー』（明日香出版社, 2007年）
- 『親子就活 - 親の悩み、子どものホンネ』（アスキー新書, 2009年）

### 共著
- 『雇用崩壊』（アスキー新書, 2009年）
- 『人を活かし組織を変える - インターナル・コミュニケーション経営 - 経営と広報の新潮流』（経団連出版, 2019年）

## 受賞
- 2019年 - 第14回日本広報学会賞「教育・実践貢献賞」